# الكون عبر الحضارات

## السومريون والكون
تعتبر أساطير السومريين التي يرجع تاريخ نشوئها إلى (الألف الرابع ق.م.) مصدر أساطير لنشوء الكون التي عرفها وادي الرافدين، وكان لها أثرها على أساطير الكثير من الشعوب.
لقد أدى تأليه قوى الطبيعة دوراً مهماً في رؤى السومريين، التي لها أهمية عظيمة بالنسبة للعمل الزراعي: السماء، الريح والماء.
حيث ترى الأسطورة السومرية أنه في البدء كانت المياه بنات المحيط الكوني(نامّو) تملآن كل شيء، فأخرجت (نامّو) من ذاتها (آن وكي) الأرض، ولداً وبنتاً، وأسكنتهما على التوالي في أعلى قمة جبل وعند سفحه. ولمّا كبر الولد والبنت وصارا شابين، جمعتهما (نامّو) زوجاً وزوجةً، فأنجب (لي) (إينليل) الذي ملأ زفيره القوي كل شيء.ثم أنجبا سبعة أبناء وسبع بنات، وبعد ذلك ولدت الآلهة (الأنوناكي). وإذ أخذ هؤلاء ينجبون ويتكاثرون ضاق الجبل بهم، فقرر أبو الآلهة (آن)أن يزيد من سعة المكان الذي يقيم أحفاده به. فدعا (إينليل) وخلقا الجبل معاً، ثم رفع (آن) العمّة إلى فوق، وأنزل (إينليل) السفح المسطح إلى تحت. وبذلك تكون السماء قد ظهرت في صورة قبة، وملك عليها (آن) وظهرت الأرض على شكل قرص مسطح عليه منحنيات، ومرتفعات.

## البابليون والكون
كان كهنة البابليين هم الذين يقومون برصد الأجرام الفلكية من أعلى برج بابل. وقد تركوا لنا تسجيلات تدل على أنهم قد عرفوا حركات الشمس والقمر والكواكب السيارة، ورسموا مدار الحركة الظاهرية للشمس، وهو ما نسميه ب(الدائرة الكسوفية) Ecliptic circle.
و أحصوا بدقة الفترة الزمنية للشهر القمري الذي قدروه أكثر بقليل من (1/2 29) يوماً، كما قسموا الشهر إلى (4) أسابيع.
و تمكنوا من التنبؤ بصورة تقريبية عن موعد خسوف القمر، ولكنهم لم يقدموا تعليلاً لحدوث تلك الظاهرة.
كما قسموا الدائرة السماوية إلى (360)درجة، وقسموا السماء إلى (12) برجاً، مثلوا كل واحد منها برمز يعرف به واستخدموا الساعة المائية لحساب ساعات الليل، و المزولة الشمسية لحساب ساعات النهار.
لقد تصور البابليون أن الكون يتألف من مركز ثابت هو الأرض، والتي تبدو على هيئة جبل، يحمله البحر ويحيط به، أما الجبلان الموجودان في الشرق والغرب فهما ليسندا السماء ويمنعاها من السقوط. وتقع مملكة الموتى المظلمة الترابية داخل الأرض، وتنحني القبة الزرقاء الصلبة فوق الأرض وخلالها تتحرك الشمس والقمر والنجوم.

## المصريون والكون
كانت نظرة قدماء المصريين إلى الكون ممزوجة بالخيال والخرافة، حيث مثلُ السماء مرة ببطن بقرة تملؤها النجوم، ومثلوها مرة أخرى بامرأة منحنية نحو الأرض ومسندة عليها بيديها ورجليها، يقف تحتها على الأرض رجل يمثل الفضاء، وهو يسند السماء بيديه المرفوعتين نحو الأعلى، كما مثلُ الأرض برجل مستلْقٍ تحتها وقد نبت الزرع على جسده.
و قد دفعهم اهتمامهم بالشمس وتقديسهم لها إلى عبادتها وإقامة المعابد الضخمة لها، واعتقدوا بأنها تنتقل من الشرق إلى الغرب بقارب عبر بحر عظيم من الماء البارد، وهو السماء. 
كما رمزوا للقمر بطائر مرة، ورمزوا له مرة أخرى برجل تتدلى على جانب رأسه ضفيرة، وهو يلتف بعباءة ضيقة ويعلُ رأسه هلال فيه قرص القمر. واعتقدوا أن النجوم تتحرك من الشرق لتغيب في الغرب، ثم تعود لتولد من جديد في الشرق.
و رغم تلك التصورات فإن ما قام به كهنتهم من رصد لأجرام السماء أدى بهم إلى معرفة كثير من الأمور الفلكية الصحيحة، وكان لابد لعملية الرصد من أن تتم بواسطة كاهنين، يجلس كل منهما تجاه الآخر، ويتخذ وضعاً لا يغيره طيلة فترة الرصد، لأن كل منهما كان يربط تحركات النجوم ومواقعها برأس الكاهن الآخر وكتفيه.
و قد اعتبروا السنة (360) يوماً، وكانوا يضيفون (5) أيام إلى آخر شهر في السنة، واهتموا بإضافة (1/4) يوم إلى السنة.
و قسموا السنة إلى (12) شهراً، والشهر إلى (30) يوماً، واليوم إلى (12) ساعة نهارية و(12) ساعة ليلية و أيضًا قاموا بتقسيم السنة إلى ثلاث فصول بسبب الزراعة حيث كان فصل البذور وهو وضع النبات بالتربي وفصل الفيضان وفصل الحصاد. 
و كان زمن الساعة نهاراً يختلف عن زمنها ليلاً، كما كان يختلفون من الساعات لديهم بين فصل وآخر.

## الهنود والكون
كانت السماء وما فيها من أجرام بالنسبة للهنود القوى التي تتحكم في الإنسان، وترسم واقعه ومستقبله ونهايته. وعن طريق التعرف إلى تلك القوة والاستعانة بها يمكن أن يعرف مايريد. وهكذا ارتبط التنجيم لدى الهنود بكل ما يتعلق بالكون.
إلا أنه في فترة متأخرة من تاريخ الهند برز بعض العلماء الذين قاموا بدراسات فلكية ورياضية تضمنت حركات النجوم والشمس والكواكب، وأمكن بواسطتها معرفة تاريخ حدوث الكسوف ؛ وعلى رأس هؤلاء العلماء (باراهماغوبتا) الذي وضع كتاباً سماه (باراهما سْفوطَّا سِدَّانا) - أي (كتاب باراهما في المعرفة والعلم) - يتضمن جداول فلكية دعيت باسم (زيج)، وجممعها (الأزياج)، وقد استقدمت الخلافة العباسية بعد عهد المنصور بقليل ذلك العالِم. وقام (الفزاري) و(يعقوب بن طارق) بترجمة كتابه، ودعواه: (السند هند) إشارة إلى شطري الهند.
تلعب السسلحفاة في الأسطورة الهندية دوراً هامّاً، فهي رمز للإله (فشنو). وصورة الكون عندهم تبدأ من ثعبان الكوبرى (رمز الماء) الذي ترتكز عليه السلحفاة، وترتكز على السلحفاة الفيلة التي تتوضَّع فوقها الأرض، وعندما تنتقل الفيلة أو تبدل أماكنها فإن زلزالاً سيحدث.

## الصينيون والكون
على الرغم من امتزاج علم الفلك لدى الصينيين بالتنجيم، فإن عددا من كهنتهم الذين كانوا يقومون برصد السماء من المراصد التي أقاموها في معابدهم، قدموا لعلم الفلك الكثير من الملاحظات الفلكية القيمة: منها اكتشاف أقمار للمشتري؛ واحتواء سطح الشمس على بقع؛ وأن الكون -كما رأوه- غير متناهٍ؛ وسجلوا ثلاثة انفجارات نجمية: الأول منها حدث عام 1006م، والثاني عام 1054م، والثالث عام 1572م؛كما سجلوا ملاحظاتهم حول مذنب هالي (29) مرة، علماً بأنه لا يرى إلا كل (76)سنة مرة واحدة؛ كما توصلوا إلى تحديد السنة ب (365.24219) يوماً؛ كما صنعوا (مرجافاً)، وهو مسجل الزلازل؛ وصنعوا (البوصلة) compass.
في عام 1045م، سجل الصينيون أول مشاهدة لنجم مستعر فائق في كوكبة السرطان (و الذي سمي فيما بعد باسم سديم السرطان).

## الإغريق اليونانيون والكون
كانت نظرة اليونانيين في البداية إلى الكون تتخللها الخرافات والتصورات المختلفة التي جاء بها بعض فلاسفتهم. ومن ذلك قولهم: إن الماء هو أصل الكون كله؛ وإن الأرض هي مركز ذلك الكون، وإنها تتألف من قرص طافٍ على سطح الماء؛ وإن النجوم تدور حولها؛ وإن السماء ذات طبيعة نارية؛ وإن الشمس هي أبعد أجرام السماء عن الأرض؛ وإن النجوم توقد مساء كل يوم كما توقد الشموع، وإنها تطفأ صباحاً؛ بينما توقد الشمس صباحاً وتطفأ مساءً؛ وإن القمر مشكل من سحابة مضغوطة تشع نوراً، ثم ينطفئ نورها في نهاية كل شهر، ليوقد من جديد مع مطلع الشهر التالي؛ وإن الأجرام السماوية تغترف كل مساء الماء من الجزء الشرقي من المحيط الذي يحيط بالأرض كلها، وتتجه به نحونا بعد أن يتحول ذلك الماء إلى بخار مشتعل يمدها بالنور الذي نراه، وإنها عندما تدير لنا ظهرها لتسكب ماءها في الجزء الغربي من ذلك المحيط ينطفئ نورها؛ وإن الكرة السماوية مقسومة إلى نصفين: أحدهما مؤلف من نار، والثاني مؤلف من هواء ممزوج بقليل من النار، فعندما يواجهنا النصف الناري يصبح الوقت نهاراً، وعندما يواجهنا النصف الهوائي يصبح الوقت ليلاً؛
و إن الأرض تمثل مركز الكون، وهي ثابتة فيه بسبب ضغط الهواء عليها من كل الجهات أثناء دورته مع القبة السماوية.
و ظلت مثل هذه الاعتقادات سائدة لدى اليونانيين حتى توصل بعض فلاسفتهم المتأخرين إلى عدد من الحقائق الفلكية المبنية على أسس رياضية وعلمية.
و كانت بعض النتائج التي توصلوا إليها قريبة لدرجة كبيرة إلى ما انتهت إليه الدراسات الحديثة، المعتمدة على أجهزة علمية دقيقة وبخاصة تلك النتائج التي توصل إليها كل من الفلاسفة اليونانيين: (فيثاغورس)، (إيدوكس)، (أرسطوطاليس)، (إيراتوستين) و(بطليموس).
لقد احتلت الأرض الكروية موقع المركز في النظام الأرسطي الأفلاطوني، حيث تحيط بها الكرات السماوية  وشكلت كرة النجوم الثابتة في هذا النظام جداراً يغلف الكون، حيث لا يوجد وراءه شيء، لا مكان ولا زمان.